# Június 7.
Június 7. az év 158. (szökőévben 159.) napja a Gergely-naptár szerint. Az évből még 207 nap van hátra.
Névnapok: Róbert + Ariadna, Ariadné, Arianna, Arienn, Berengár, Bogumil, Énok, Énók, Gotlib, Jeremi, Jeremiás, Kocsárd, Oriána, Robertin, Robertina, Robertó, Robin, Robinzon, Sebes, Seherezádé

## Események
- 1494 – Spanyolország és Portugália aláírja a tordesillasi szerződést, az újonnan felfedezett Amerika felosztásáról.
- 1654 – XIV. Lajost királlyá koronázzák.
- 1692 – A jamaicai Port Royal kalóz-kikötővárost földrengés és szökőár pusztítja el (1600 halott, 3000 súlyos sebesült).
- 1703 – II. Rákóczi Ferenc herceg kiadja a keresztény világ számára latin nyelvű, „Recrudescunt inclytae gentis Hungarae vulnera” (Kiújultak a jeles magyar nemzet sebei) kezdetű kiáltványát, a szabadságharc okairól és céljáról.
- 1905 – Norvégia felmondja Svédországgal való unióját.
- 1912 – Kovács Gyula képviselő a Parlament épületében pisztollyal sikertelen merényletet kísérel meg Tisza István miniszterelnök ellen.
- 1917 – első világháború: a messines-i csata: Az antant utászai felrobbantják a német vonalak alá telepített aknáikat, ezzel 10 000 német katonát ölnek meg.
- 1922 – Amerikai hadihajók tűz alá veszik Samsunt Észak-Török országban (török függetlenségi háború)
- 1921 – Románia előbb április 23-án Csehszlovákiával, majd június 7-én Szerb-Horvát-Szlovén Királysággal megkötött szerződése révén csatlakozik a kisantanthoz.
- 1942 – Második világháború: befejeződik a midwayi csata.
- 1975 – A Sony bemutatja a Betamax videókazettát.
- 2009 – Európai parlamenti választás.

### Sportesemények
Formula–1
- 1953 –  holland nagydíj, Zandvoort - Győztes: Alberto Ascari  (Ferrari)
- 1970 –  belga nagydíj, Spa Francorchamps - Győztes: Pedro Rodríguez  (BRM)
- 1998 –  kanadai nagydíj, Montreal - Győztes: Michael Schumacher  (Ferrari)
- 2009 –  török nagydíj, Istanbul Racing Circuit - Győztes: Jenson Button  (Brawn-Mercedes)
- 2015 –  kanadai nagydíj, Montreal - Győztes: Lewis Hamilton  (Mercedes)

Labdarúgás
- 2022 – Férfi válogatott mérkőzés: Olaszország és Magyarország között a Dino Manuzzi Stadionban, Cesenaban a 2022–2023-as UEFA Nemzetek Ligájának A ligájában

## Születések
- 1840 – Sarolta mexikói császárné, I. Lipót belga király leánya († 1927)
- 1844 – Kuthy Dezső magyar zoológus, entomológus († 1917)
- 1845 – Auer Lipót világhírű magyar hegedűs, tanár, karmester, zeneszerző († 1930)
- 1848 – Paul Gauguin posztimpresszionista francia festőművész († 1903)
- 1858 – Jendrassik Ernő magyar orvos, neurológus, fiziológus, az MTA tagja († 1921)
- 1862 – Lénárd Fülöp Nobel-díjas magyar fizikus († 1947)
- 1877 – Charles Glover Barkla Nobel-díjas angol fizikus († 1944)
- 1896 – Nagy Imre kommunista politikus, magyar miniszterelnök († 1958)
- 1897 – Vaszary Gábor magyar író, újságíró († 1985)
- 1909 – Jessica Tandy Oscar-díjas angol-amerikai színésznő († 1994)
- 1910 – Vörös Sári magyar nótaénekes, dalénekes († 1998)
- 1917 – Dean Martin (szül. Dino Paul Crocetti) amerikai énekes, színész († 1995)
- 1917 – Gwendolyn Brooks amerikai író, ő volt az első fekete költő, aki Pulitzer-díjat kapott († 2000)
- 1927 – Charles De Tornaco belga autóversenyző († 1953)
- 1934 – Peter Monteverdi svájci autóversenyző († 1998)
- 1934 – Zádor Ervin olimpiai bajnok magyar vízilabdázó († 2012)
- 1937 – Claus Peymann német színházi rendező
- 1937 – Neeme Järvi észt karmester
- 1939 – Dombovári Ferenc magyar színész († 1989)
- 1940 – Tom Jones walesi születésű brit énekes
- 1944 – Kiss Jenő Jászai Mari-díjas magyar színész, a Kecskeméti Katona József Nemzeti Színház örökös tagja
- 1945 – Wolfgang Schüssel osztrák néppárti politikus, az ÖVP elnöke, volt szövetségi kancellár
- 1952 – Liam Neeson északír születésű brit színész
- 1952 – Orhan Pamuk Nobel-díjas író, a török posztmodern irodalom vezető alakja
- 1953 – Csizmadia Tibor Jászai Mari-díjas magyar rendező, színházigazgató
- 1953 – Seregi Zoltán magyar színész, rendező, színházigazgató
- 1954 – Balázs Kovács Sándor néprajzkutató muzeológus, történész
- 1958 – Prince (er. Prince Rogers Nelson) amerikai énekes és dalszövegíró († 2016)
- 1959 – Tracey Adams (sz. Deborah Blaisdell) amerikai pornószínésznő
- 1963 – Roberto Alagna francia–olasz operaénekes (tenor)
- 1964 – Székely János teológus
- 1972 – Karl-Heinz Urban új-zélandi színész
- 1974 – Dave Filoni amerikai rendező, forgatókönyvíró, producer, szinkronszínész
- 1975 – Vranyecz Artúr magyar színész, bábművész, rendező, tanár
- 1978 – Luis Costa angolai kosárlabdázó
- 1979 – Anne McClain amerikai űrhajósnő, pilóta
- 1981 – Anna Kurnyikova orosz teniszező
- 1987 – Bisztritsányi Dávid magyar vízilabdázó
- 1988 – Philipp Tischendorf német műkorcsolyázó
- 1988 – Michael Cera kanadai színész
- 1991 – Tálas Bence magyar tornász

## Halálozások
- 1337 – I. Vilmos hainaut-i gróf (* 1286)
- 1660 – II. Rákóczi György erdélyi fejedelem, belehal a szászfenesi csatában kapott sebeibe (* 1621)
- 1826 – Joseph von Fraunhofer német fizikus. Legjelentősebb fölfedezése a Nap színképében található sötét vonalak sokasága. (* 1787)
- 1843 – Friedrich Hölderlin német költő (* 1770)
- 1907 – Edward Routh angol matematikus (* 1831)
- 1932 – Petrik Lajos vegyész, keramikus, a Magyar Királyi Állami Felső Ipariskola tanára, majd később igazgatója (* 1851)
- 1938 – Dsida Jenő erdélyi magyar katolikus költő, műfordító (* 1907)
- 1951 – Nadler Herbert magyar vadászati szakíró (* 1883)
- 1963 – Zasu Pitts amerikai színésznő (* 1894)
- 1966 – Oetl-Pálffy Dénes magyar gyáros, országgyűlési képviselő (* 1901)
- 1968 – Fjodor Vasziljevics Tokarev szovjet–orosz fegyvertervező (* 1871)
- 1978 – Ronald Norrish brit kémikus, Nobel-díjas (* 1897)
- 1989 – Chico Landi (Francisco Sacco Landi) brazil autóversenyző (* 1907)
- 1993 – Háray Ferenc Jászai Mari-díjas magyar bábszínész, színész, érdemes művész (* 1923)
- 2008 – Jimmy Bonthrone skót labdarúgó (* 1929)
- 2011 – Jorge Semprún közíró, politikus, a spanyol irodalmi élet kiemelkedő alakja (* 1923)
- 2015 – Christopher Lee brit színész (* 1922)
- 2020 – Kő Pál Kossuth-díjas magyar szobrászművész, egyetemi tanár, a nemzet művésze (* 1941)
- 2021 – Urbán Erika magyar színésznő (* 1949)

## Nemzeti ünnepek, emléknapok, világnapok
- Sette Giugno – Málta nemzeti ünnepe
- Norvégia: a függetlenség napja (a Svédországgal való unió felbontása 1905-ben)